# Estação San Andrés
A Estação San Andrés é uma das estações do VLT de Guadalajara, situada em Guadalajara, entre a Estação Cristobal de Oñate e a Estação San Jacinto. Administrada pelo Sistema de Tren Eléctrico Urbano (SITEUR), faz parte da Linha 2.
Foi inaugurada em 1º de julho de 1994. Localiza-se no cruzamento da Avenida Javier Mina com a Rua Felipe Ángelesm. Atende o bairro San Andrés.